# Liga Națională de handbal feminin 2018-2019, promovare și retrogradare
Acest articol descrie fazele de promovare și retrogradare la finalul Ligii Naționale de handbal feminin 2018-2019.

## Format
În ediția 2018-2019, Liga Națională de handbal feminin s-a desfășurat doar cu tur și retur, fără Play-Off și Play-Out. La întrecere au participat 14 echipe, dar CSM Roman a fost retrasă din campionat după 7 etape de către finanțatorul principal, Consiliul Local al orașului Roman. Astfel, doar echipa clasată pe ultimul loc la finalul competiției a retrogradat direct, în timp ce echipele clasate pe locurile 11 și 12 au disputat un turneu de baraj împreună cu formațiile care au terminat sezonul pe locurile 3 și 4 în Divizia A. Regulamentul de desfășurare preciza că, la capătul turneului de baraj, primele două echipe clasate vor rămâne sau, după caz, vor promova în Liga Națională. Echipa care a retrogradat direct, CSM Galați, a fost decisă în urma înfrângerii din data de 5 mai 2019 din etapa a XXIV-a, punctele acumulate până în acel moment nemaifiindu-i suficiente pentru a rămâne în Liga Națională, indiferent de rezultatele din partidele rămase de jucat.
În această ediție echipele clasate pe locurile 1 și 2 în Divizia A au promovat direct în Liga Națională. Cele două echipe, HCM Slobozia și CS Rapid București, au promovat după ce s-au calificat în finala Diviziei A, pe 18 mai 2019. 

## Echipele

### Echipe care au participat la baraj
| Echipa                | Competiția din care a provenit | Locul obținut în acea competiție | Data deciderii participării la baraj |
| --------------------- | ------------------------------ | -------------------------------- | ------------------------------------ |
| CSM Slatina           | Liga Națională                 | 11                               | 12 mai 2019                          |
| „U” Cluj              | Liga Națională                 | 12                               | 13 aprilie 2019                      |
| CS Dacia Mioveni 2012 | Divizia A                      | Locul 3 sau 4                    | 18 mai 2019                          |
| CSM Târgu Mureș       | Divizia A                      | Locul 3 sau 4                    | 18 mai 2019                          |

## Partidele
Regulamentul FRH de desfășurare a Diviziei A de handbal feminin 2018-2019 preciza că barajul pentru promovare/menținere în Liga Națională va avea loc în perioada 29.05–02.06.2019 sau 05–09.06.2019. Regulamentul mai stabilea și ordinea de desfășurare a partidelor. Federația Română de Handbal a decis ca partidele să se joace în perioada 05–09 iunie 2019, în Sala Polivalentă „Măgura” din Cisnădie. Programul final a fost anunțat la începutul lunii iunie.
|  | Echipe rămase/promovate în Liga Națională |
|  | Echipe rămase/retrogradate în Divizia A   |

| Poz. | Echipa           | J | V | E | Î | GM | GP | DG   | P |
| ---- | ---------------- | - | - | - | - | -- | -- | ---- | - |
| 1    | „U” Cluj         | 3 | 2 | 1 | 0 | 82 | 68 | + 14 | 7 |
| 2    | CSM Slatina      | 3 | 2 | 0 | 1 | 74 | 72 | + 2  | 6 |
| 3    | CS Dacia Mioveni | 3 | 1 | 1 | 1 | 80 | 67 | + 13 | 4 |
| 4    | CSM Târgu Mureș  | 3 | 0 | 0 | 3 | 65 | 94 | – 29 | 0 |

| 5 iunie 2019 17:30 | CSM Slatina | 28 – 22 | CSM Târgu Mureș | Sala Polivalentă „Măgura”, Cisnădie Arbitri: Pîrvu, Potîrniche |
| 5 iunie 2019 17:30 | Ostase 8    | (17–11) | Cozma 5         | Sala Polivalentă „Măgura”, Cisnădie Arbitri: Pîrvu, Potîrniche |
| 5 iunie 2019 17:30 | Cronica     |         |                 | Sala Polivalentă „Măgura”, Cisnădie Arbitri: Pîrvu, Potîrniche |

| 5 iunie 2019 19:30 | „U” Cluj   | 23 – 23 | CS Dacia Mioveni | Sala Polivalentă „Măgura”, Cisnădie Arbitri: Ghiorghișor, State |
| 5 iunie 2019 19:30 | Senocico 8 | (15–14) | Prelević 11      | Sala Polivalentă „Măgura”, Cisnădie Arbitri: Ghiorghișor, State |
| 5 iunie 2019 19:30 | Cronica    |         |                  | Sala Polivalentă „Măgura”, Cisnădie Arbitri: Ghiorghișor, State |

| 6 iunie 2019 17:30 | CSM Slatina | 25 – 24 | CS Dacia Mioveni       | Sala Polivalentă „Măgura”, Cisnădie Arbitri: Drăghici, Drăguț |
| 6 iunie 2019 17:30 | Dăscălete 7 | (14–13) | Pîrvulescu, Prelević 5 | Sala Polivalentă „Măgura”, Cisnădie Arbitri: Drăghici, Drăguț |
| 6 iunie 2019 17:30 | Cronica     |         |                        | Sala Polivalentă „Măgura”, Cisnădie Arbitri: Drăghici, Drăguț |

| 6 iunie 2019 19:30 | „U” Cluj   | 33 – 24 | CSM Târgu Mureș | Sala Polivalentă „Măgura”, Cisnădie Arbitri: Harabagiu, Stănescu |
| 6 iunie 2019 19:30 | Moroianu 8 | (16–10) | Bărăbaș 6       | Sala Polivalentă „Măgura”, Cisnădie Arbitri: Harabagiu, Stănescu |
| 6 iunie 2019 19:30 | Cronica    |         |                 | Sala Polivalentă „Măgura”, Cisnădie Arbitri: Harabagiu, Stănescu |

| 7 iunie 2019 17:30 | CS Dacia Mioveni | 33 – 19 | CSM Târgu Mureș | Sala Polivalentă „Măgura”, Cisnădie Arbitri: Gurbina, Stanciu |
| 7 iunie 2019 17:30 | Prelević 10      | (13–8)  | Bărăbaș 4       | Sala Polivalentă „Măgura”, Cisnădie Arbitri: Gurbina, Stanciu |
| 7 iunie 2019 17:30 | Cronica          |         |                 | Sala Polivalentă „Măgura”, Cisnădie Arbitri: Gurbina, Stanciu |

| 7 iunie 2019 19:30 | CSM Slatina  | 21 – 26 | „U” Cluj    | Sala Polivalentă „Măgura”, Cisnădie Arbitri: Florescu, Stoia |
| 7 iunie 2019 19:30 | Cârligeanu 5 | (12–10) | Senocico 10 | Sala Polivalentă „Măgura”, Cisnădie Arbitri: Florescu, Stoia |
| 7 iunie 2019 19:30 | Cronica      |         |             | Sala Polivalentă „Măgura”, Cisnădie Arbitri: Florescu, Stoia |

În urma meciurilor disputate, CSM Slatina și CS Universitatea Cluj, clasate pe primele două locuri la sfârșitul turneului de baraj, și-au păstrat locul în Liga Națională și în sezonul 2019-2020.

## Principalele marcatoare ale turneului de baraj
Actualizat pe data de 7 iunie 2019
| Poz. | Nume                       | Echipă           | Goluri |
| ---- | -------------------------- | ---------------- | ------ |
| 1    | Slađana Prelević (SRB)     | CS Dacia Mioveni | 26     |
| 2    | Mihaela Senocico-Ani (ROU) | „U” Cluj         | 25     |
| 3    | Diana Lazăr (ROU)          | „U” Cluj         | 19     |
| 4    | Adina Cîrligeanu (ROU)     | CSM Slatina      | 14     |
| 5    | Monica Bărăbaș (ROU)       | CSM Târgu Mureș  | 13     |
| 6    | Daniela Toader (ROU)       | CS Dacia Mioveni | 12     |
| 7    | Raluca Dăscălete (ROU)     | CSM Slatina      | 11     |
| 7    | Alexandra Dindiligan (ROU) | „U” Cluj         | 11     |
| 7    | Norica Pîrvulescu (ROU)    | CS Dacia Mioveni | 11     |
| 10   | Oana Chitacu (ROU)         | CSM Slatina      | 10     |
| 10   | Hermina Stoicănescu (ROU)  | CSM Slatina      | 10     |